# Ривера, Мариано
Мариано Ривера (англ. Mariano Rivera; род. 29 ноября 1969 года) — панамский бейсболист, праворукий питчер, отыгравший 19 сезонов в Главной лиге бейсбола за команду «Нью-Йорк Янкис». Получив прозвище «Мо», он выступал в качестве релиф-питчера на протяжении большей части своей карьеры, с 1997 года был клозером «Янкис». Ривера является 13-кратным чемпионом матча всех звёзд Главной лиги бейсбола и 5-кратным чемпионом Мировой серии, а также лидером Главной лиги бейсбола всех времён по сэйвам (652) и игровым окончаниям (952). Его награды включают в себя пять Rolaids Relief Man Award от Американской лиги, приз самому ценному игроку Мировой серии 1999 года и приз самому ценному игроку Чемпионской серии АЛ 2003 года.
Ривера был подписан «Янкис» в 1990 году в Панаме как свободный агент-любитель и дебютировал в Главной лиге в 1995 году. Карьеру начал как стартовый питчер, но уже в первом же сезоне стал использоваться как релиф-питчер. На этой позиции в 1996 году он играл в качестве сетап-питчера, а в 1997 году он стал клозером «Янкис». В последующие годы он зарекомендовал себя как один из лучших релиф-питчеров в истории бейсбола и стал лидером Главной лиги по сейвам в 1999, 2001 и 2004 годах. Присутствие Риверы в последних иннингах игр для финальных аутов способствовало успеху «Янкис» в конце 1990-х и 2000-х годах, особенно в плей-оффах, где он установил многочисленные рекорды, в том числе самый низкий показатель Earned run average (среднее количество пропущенных очков) (0,7) и самое большое количество сейвов (42). Наиболее славился своим «острым» кат-фастболл, когда мяч летел со скоростью 90 — 95 миль в час, который был признан величайшим питчем в истории. Его подачи были настолько мощны, что у отбивающих часто ломались биты.
Ривера признается бейсбольными экспертами как один из наиболее выдающихся релиф-питчеров Главной бейсбольной лиги в истории. Его питчи отличались высокой надёжностью, что не характерно для клозера. В 15 сезонах подряд "Мо" совершил сейвы в не менее чем 25 играх, а в 11 сезонах показатель ERA у него был ниже 2.00 - и то, и другое являются рекордами Лиги. Его показатели за карьеру — ERA в 2,21 и WHIP в 1 — являются самыми низкими в истории Главной лиги бейсбола с 1920 года (так называемая «live-ball era»). На поле был хорошо известен своим спокойствием и сдержанной манерой игры, что резко контрастирует с экспансивностью многих других клозеров. Вне бейсбола он участвует в благотворительности и помощи христианскому сообществу посредством Фона Мариано Риверы. В 2019 Ривера был избран в Национальный зал славы бейсбола, а его игровой номер "42" навсегда закреплен за ним и был изъят из обращения в составе "Янкис".
Завершил карьеру 26 сентября 2013 года.